# ورینگتن (نیو ساوت ولز)
ورینگتن (به انگلیسی: Werrington) یک حومه شهر در استرالیا است که در نیو ساوت ولز واقع شده‌است.